# 244-я стрелковая дивизия (2-го формирования)
244-я стрелковая Запорожская Краснознамённая ордена Суворова дивизия (244-я сд) — воинское соединение РККА, принимавшее участие в Великой Отечественной войне.

## История формирования
Сформирована в годы Великой Отечественной войны на основании директивы НКО СССР № орг/3215 от 29 ноября 1941 года как 469-я стрелковая дивизия, впоследствии переименована в 244-ю стрелковую дивизию. Формирование дивизии проходило в период с 25 декабря 1941 года по 15 февраля 1942 года в городе Красноармейск Сталинградской области. До 1 марта 1942 года дивизия проводила боевую подготовку и сколачивание частей, после чего была переброшена в город Ростов-на-Дону где поступила в распоряжение Южного фронта. 8 марта 1942 года дивизия полностью сосредоточилась в новом месте дислокации и приступила к плановой учёбе, одновременно пополняясь недостающей материальной частью.

## Участие в боевых действиях
Период вхождения в действующую армию: 10 апреля 1942 года — 26 сентября 1942 года, 13 октября 1942 года — 9 января 1943 года, 29 января 1943 года — 9 мая 1945 года.
10 апреля 1942 года дивизия была переброшена по железной дороге в район Уразово Курской области где вошла в состав 28-й армии Юго-Западного фронта. 5 мая 1942 года части дивизии, совершив марш в чрезвычайно трудных условиях весенней распутицы, сосредоточились на рубеже реки Северский Донец в районе Красный, Петровское, Шевченково 1-е.
Весной 1942 года принимала участие в боях под Харьковом, в которых понесла тяжёлые потери. Из-за этого в ночь на 18 мая части дивизии были отведены в тыл для переформирования.
В период с 4-го по 26-е сентября 1942 года принимала участие в Сталинградской битве. Потери нанесённые противнику частями 244-й стрелковой дивизии за время боев в Сталинграде, составили: 2771 солдат и офицеров противника, танков — 68, 11 артиллерийско-миномётных батарей, 12 орудий разных калибров, 2 шестиствольных миномёта, 2 склада с боеприпасами, 40 ДЗОТ, 6 НП, 110 автомашин с войсками и грузами, 80 повозок с боеприпасами и грузами, 16 станковых пулемётов. Кроме того, рассеяно и частично уничтожено до 3-х полков пехоты противника.
С 1 октября 1942 года дивизия находилась на доукомплектовании в городе Солнечногорске, в составе Московской зоны обороны.
После Великой Отечественной войны преобразована в 19-ю механизированную дивизию.

## Состав
- 907-й стрелковый полк,
- 911-й стрелковый полк,
- 913-й (914-й) стрелковый полк,
- 776-й артиллерийский полк,
- 304-й отдельный истребительно-противотанковый дивизион,
- 78-я зенитно-артиллерийская батарея,
- 325-я отдельная разведывательная рота,
- 414-й отдельный сапёрный батальон,
- 666-й отдельный батальон связи (484-я (47-я) отдельная рота связи),
- 169-й отдельный миномётный дивизион,
- 264-й отдельный медико-санитарный батальон,
- 245-я (243-я) отдельная рота химической защиты,
- 62-я (467-я) автотранспортная рота,
- 468-я полевая хлебопекарня,
- 933-й дивизионный ветеринарный лазарет,
- 1684-я полевая почтовая станция,
- 1110-я полевая касса Госбанка[1].

## Командование дивизии

### Командиры
- Истомин, Иван Александрович (25 декабря 1941 — 13 июня 1942), полковник (погиб 19.06.1942);
- Афанасьев, Георгий Афанасьевич (30 июня 1942 — 13 августа 1944), полковник, генерал-майор;
- Колядин, Георгий Иванович (21 августа 1944 — 8 ноября 1944), полковник;
- Гефтер, Марк Давидович (8 ноября 1944 — 3 декабря 1944), полковник;
- Съедин, Павел Трофимович (3 декабря 1944 — 9 мая 1945), полковник.

### Заместители командира дивизии по строевой части
- Дарбинян Левон Хнгяносович (25 декабря 1941 — 13 июня 1942), полковник;

### Заместители командира по политической части
- Давидович Борис Семёнович (25 декабря 1941 — 14 июня 1942), полковой комиссар (убит в бою)

### Начальники штаба дивизии
- Соколов Андрей Тимофеевич (25 декабря 1941 — 24 июня 1942), подполковник (убит при выходе из окружения)
- Сыщук, Емельян Фёдорович (29 июня 1942 — 30 декабря 1942), подполковник

## Подчинение
| Дата            | Фронт (округ)                               | Армия                 | Корпус                            |
| --------------- | ------------------------------------------- | --------------------- | --------------------------------- |
| 01.01.1942 года | Сталинградский военный округ                |                       |                                   |
| 01.04.1942 года | Резерв Ставки ВГК                           |                       |                                   |
| 01.05.1942 года | Юго-Западный фронт                          | 28-я армия            |                                   |
| 01.07.1942 года | Юго-Западный фронт                          |                       |                                   |
| 01.08.1942 года | Сталинградский фронт                        |                       |                                   |
| 01.09.1942 года | Юго-Восточный фронт                         | 57-я армия            |                                   |
| 01.10.1942 года | Сталинградский фронт                        |                       |                                   |
| 01.11.1942 года | Резерв Ставки ВГК (Московская зона обороны) |                       |                                   |
| 01.02.1943 года | Юго-Западный фронт                          | 1-я гвардейская армия |                                   |
| 01.03.1943 года | Юго-Западный фронт                          |                       | 4-й гвардейский стрелковый корпус |
| 01.04.1943 года | Юго-Западный фронт                          |                       |                                   |
| 01.05.1943 года | Юго-Западный фронт                          | 12-я армия            |                                   |
| 01.08.1943 года | Юго-Западный фронт                          | 12-я армия            | 66-й стрелковый корпус            |
| 01.10.1943 года | Юго-Западный фронт                          | 12-я армия            |                                   |
| 01.11.1943 года | 3-й Украинский фронт                        | 12-я армия            | 66-й стрелковый корпус            |
| 01.12.1943 года | 3-й Украинский фронт                        | 6-я армия             | 66-й стрелковый корпус            |
| 01.02.1944 года | 3-й Украинский фронт                        | 6-я армия             |                                   |
| 01.03.1944 года | 3-й Украинский фронт                        | 6-я армия             | 66-й стрелковый корпус            |
| 01.06.1944 года | 3-й Украинский фронт                        | 37-я армия            | 66-й стрелковый корпус            |
| 01.01.1945 года |                                             | 37-я армия            | 66-й стрелковый корпус            |

## Отличившиеся воины дивизии
- Гнаровская, Валерия Осиповна — рядовая, санитарный инструктор 907-го стрелкового полка. 23 сентября 1943 года в боях возле села Иваненки, спасая раненых, со связкой гранат бросилась под один из двух прорвавшихся танков «Тигр» и подорвала его. Герой Советского Союза (2 июня 1944, посмертно).
- Горскин Александр Иванович — старшина, помощник командира взвода роты автоматчиков 911-го стрелкового полка. Указ Президиума Верховного Совета СССР от 24 марта 1945 года.
- Тимофеев, Константин Иванович, старший сержант, комсорг стрелкового батальона 907-го стрелкового полка.

## Награды и почётные наименования
| Награда (наименование)              | Дата                 | За что награждена |
| ----------------------------------- | -------------------- | --- |
| Почётное наименование «Запорожская» | 14 октября 1943 года | присвоено приказом Верховного Главнокомандующего от 14 октября 1943 года в ознаменование одержанной победы и отличие в боях за освобождение города Запорожье |
| Орден Красного Знамени              | 13 февраля 1944 года | награждена указом Президиума Верховного Совета СССР от 13 февраля 1944 года за образцовое выполнение боевых заданий командования в боях с немецкими захватчиками у нижнего течения Днепра и за освобождение городов Никополя, Апостолово и проявленные при этом доблесть и мужество. |
| Орден Суворова II степени           | 20 апреля 1944 год   | награждена указом Президиума Верховного Совета СССР от 20 апреля 1944 года за образцовое выполнение заданий командования в боях с немецкими захватчиками при освобождении города Одессы и проявленные при этом доблесть и мужество.                                                  |